# Традуционизм
Традуционизм, также генерационизм, традукционизм (от лат. traducere—переводить или лат. traductio—перемещение) — одна из трех теологических концепций о возникновении души, наравне с креацианизмом и теорией предсуществования Платона и Оригена. Современной Православной Церковью концепция отвергнута, однако подхвачена некоторыми ересями (например богумилами). В Католической Церкви теория традуционизма так же отвергнута и не признается, "душа сотворена непосредственно Богом".
Изначально в христианстве существовало три теории возникновения души.
- Теория предсуществования постулировала вечность человеческой души, существующей не только после (лат. parte post), но и до рождения человека (лат. parte ante), то есть существующей вне времени вечной души[1][3]. Данная теория была разработана известным греческим теологом Оригеном и впоследствии отвергнута Церковью на Втором Константинопольском соборе в 553 году.
- Креацианисты (от лат. creatio animae), в основном христианские писатели, признавали вечность души только как parte post, считая, что Бог создаёт душу в каждом отдельном случае рождения человека, лишь после этого наделяя её бессмертием[1][3].
- Кроме этих двух учений существовали защитники третьего взгляда на существование души, называвшие себя традуционистами[1][3].

## Суть традуционизма
Традуционисты считали, что душа родителей передаётся детям через отцовское семя и в своих взглядах были схожи с последователями теории предсуществования. Это хорошо заметно в учении Готфрида Лейбница о преформации (переросшем впоследствии в преформизм), утверждающем о том, что жизни и смерти не существует, а рождение — лишь трансформация того, что уже существовало ранее. Смерть же — всего лишь нечто противоположное рождению.
К последователям традуционизма себя относили Тертуллиан, Аврелий Августин и Мартин Лютер. В частности Аврелий Августин именно традуционизмом объяснял переход первородного греха Адама и Евы всему остальному человеческому роду.

## Аргументы в поддержку
Аргументами в поддержку традуционизма считаются следующие места Библии:
- Посему, как одним человеком грех вошел в мир, и грехом смерть, так и смерть перешла во всех человеков, [потому что] в нем все согрешили. (Рим 5:12)
- Как в Адаме все умирают, так во Христе все оживут (1-е Кор 15:22)
- И, так сказать, сам Левий, принимающий десятины, в [лице] Авраама дал десятину: ибо он был еще в чреслах отца, когда Мелхиседек встретил его. (Евреям 7:9-10)